# Trowell
Trowell – wieś w Anglii, w hrabstwie Nottinghamshire, w dystrykcie Broxtowe. Leży 10 km na zachód od miasta Nottingham i 179 km na północny zachód od Londynu. Miejscowość liczy 2568 mieszkańców.